# Surbrunn

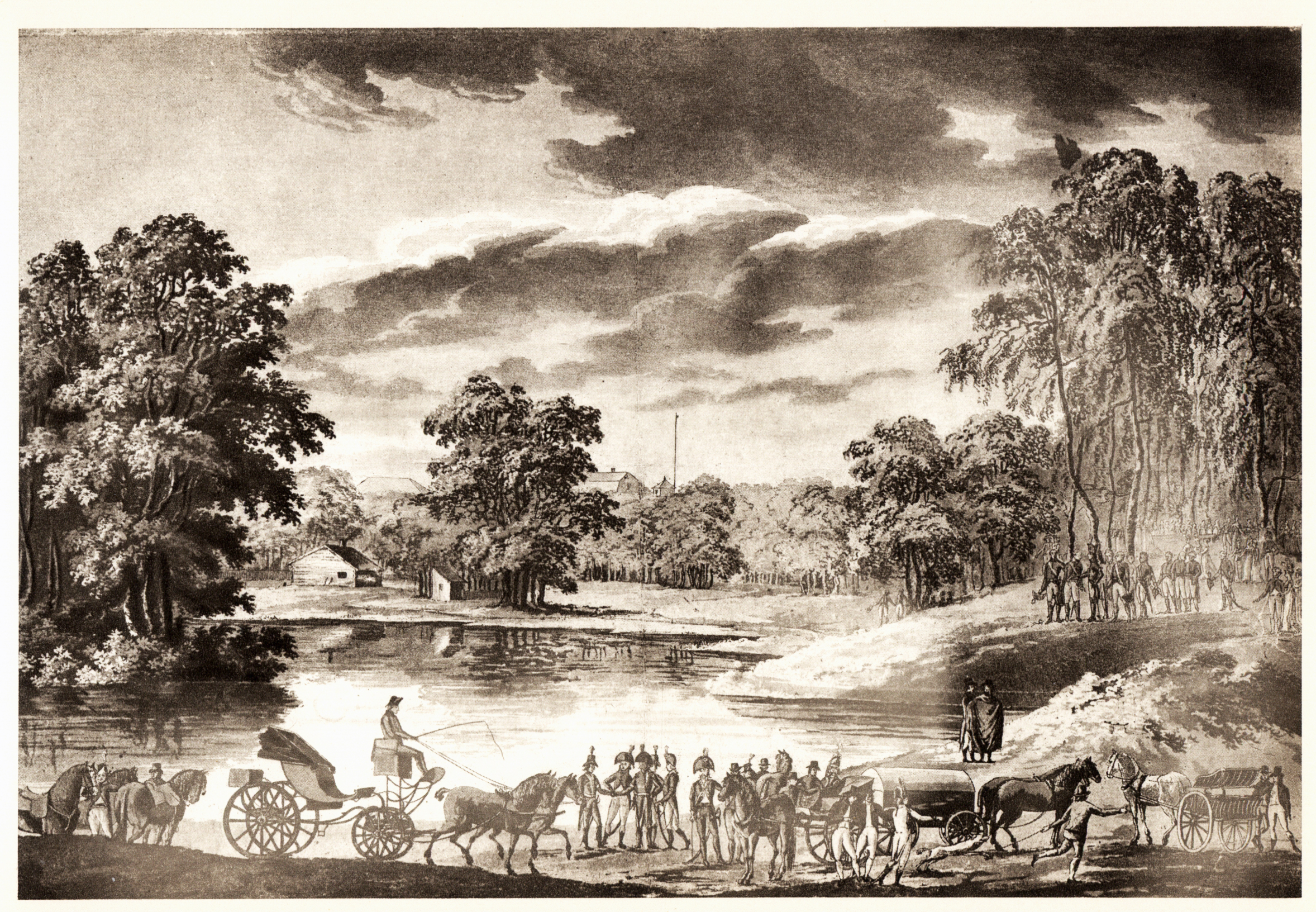
Beskrivning av Sveriges första hälsobrunn, Medevi brunn 1798. »Utsigt af en Lustpark vid Medevi, där H. Maj:t Konung Gustaf IV Adolph under sin Brunnscur 1798 täcktes gifva en gouté åt samtelige Brunsgästerna, den Hans Kongl. Maj.t sjelf bevistade.» Akvatintagravyr av Carl Fredrik Akrell 1803 efter teckning av C. J. Fahlcrantz.

En surbrunn är en hälsobrunn med kolsyrehaltigt vatten med hög järnhalt. Förr trodde man att vattnet skulle kunna bota i stort sett alla sorters skröpligheter och åkommor, en uppfattning som blev populär i Sverige i slutet av 1600-talet, och som skulle bestå i drygt 250 år. 
Sveriges första brunnsort var Medevi brunn, som upptäcktes 1678. Vid 1700-talets början anlades sedan Sätra, Ramlösa och Porla. Brunnsdrickning blev allt mer populärt under 1800-talet och fram till första världskriget. Kurorter som Ramlösa och Loka brunn hade då vuxit upp till regelrätta hälso- och nöjescentra med blåsmusik, parker, god mat och societetsliv.

## Surbrunnar i Sverige i urval
- Vårby källa, fick 1709 kungligt privilegium som surbrunn.
- Djurgårdsbrunn, fick 1742 kungligt privilegium som hälsobrunn.
- Medevi brunn